# 영국-미얀마 전쟁
영국-버마 전쟁(Anglo-Burmese Wars)는 19세기에 버마의 꼰바웅 왕조와 대영제국이 세 차례에 걸쳐 벌인 전쟁이다. 처음에는 국경 분쟁으로 시작되었으나, 나중에는 그 성격이 변해 영국이 미얀마를 장악하려는 전쟁이 되었고, 결국 미얀마는 영국의 식민지가 되었다.

## 제1차 영국-미얀마 전쟁
미얀마의 꼰바웅 왕조가 18세기 말부터 서쪽으로 세력을 넓히면서 영국령 인도와 국경 분쟁을 일으켜 일어났다. 1824년 5월에 영국 군함이 양곤에 도착하면서 본격적으로 시작된 전투는 영국군의 승리로 끝났다. 결국 미얀마는 1826년에 양드보 조약을 체결해 영국에 아삼·마니푸르·아라칸·테나세림 지역을 넘겨주었으며, 민족적 자존심에 큰 손상을 입었다.

## 제2차 영국-미얀마 전쟁
1852년부터 1853년까지 계속된 제2차 전쟁은, 제1차 전쟁과는 달리, 영국 동인도 회사가 미얀마의 문호를 완전히 개방하려는 경제적 야심에서 일으킨 전쟁이다. 영국은 1851년에 양곤에서 미얀마 당국이 영국 선장 두 명을 거칠게 다룬 사건을 빌미로 전쟁을 일으켰다. 미얀마는 이 전쟁에서도 패해, 영국에 미얀마 남부의 핵심 지역인 페구 지방을 넘겨주었다.

## 제3차 영국-미얀마 전쟁
그러나 미얀마 정부가 조약을 지키지 않는 한편, 프랑스에 접근해 영국을 견제하려고 하자, 영국은 1885년에 다시 제3차 전쟁을 일으켰다. 전쟁의 구실이 된 사건은 미얀마 정부가 영국의 티크 목재 회사에 과도한 벌금을 부과한 일이었다. 전투가 시작된지 2주 만에 수도 만달레이가 함락되었고, 이로써 꼰바웅 왕조는 무너졌다. 영국은 1886년 1월 1일에 미얀마를 합병한다고 공식 선포했다.

## 같이 보기
- 버마 전역